# Liste der Könige von Norwegen
Die Liste der norwegischen Könige beginnt traditionell mit Harald Hårfagre, obgleich er nur über einen Teil Westnorwegens eine gewisse Oberherrschaft ausübte und sich sein Königtum wesentlich vom Königtum des Mittelalters unterschied.
Die Dynastien sind in weiten Teilen von den Sagaverfassern konstruiert. Die gesicherte Abstammung von Harald Hårfagre ist unter seinem Lemma dargestellt. Auch die Bezeichnung „Ynglinge“ stammt aus Konstrukten der Sagaliteratur und ist historisch nicht belegbar. Gleichwohl werden die Bezeichnungen beibehalten, damit die in der Literatur gebräuchlichen Namen und Zuordnungen verfolgt werden können.
Bereits Harald Blauzahn war dänischer Oberkönig. 1389 kam Norwegen durch die Kalmarer Union unter die Regentschaft der dänischen Könige. Diese regierten das Land in dänisch-norwegischer Personalunion bis 1814. Da Dänemark auf Seiten Napoléon Bonapartes stand, musste es nach Napoleons Ende Norwegen an Schweden abgeben. Bis 1905 wurde das Land durch die schwedischen Könige in Personalunion regiert, bevor es durch eine Abstimmung wieder unabhängig wurde.
Die Liste der Könige über die Färöer weist von 1035 bis 1814 dieselben Könige auf wie diese Liste.

## Königreich Norwegen

### Dynastie derYnglinge
Quellen sind zunächst die Ynglingatal aus dem frühen und die Háleygjatal aus dem späten 10. Jahrhundert, die in die lateinische Nóregs konungatal des isländischen Häuptlings Jón Loftsson, Enkel von Sæmundur inn froði und König Magnus Berføtt, Eingang fand, die ebenfalls verloren ist. Sæmundur hat offenbar eine ältere Tradition der genealogischen Skaldendichtung erstmals verschriftlicht. Die älteste erhaltene Überlieferung ist die anonyme Historia Norwegiæ, die aus den vorerwähnten Werken schöpfte. Daneben gab es den Catalogus regum Norwagensium (verloren), aus dem Theodoricus in seiner Historia de antiquitate regum Norwagiensium schöpfte.
|  | Name (Lebensdaten)                              | Regierungszeit | Anmerkungen                          |
|  | ----------------------------------------------- | -------------- | ------------------------------------ |
|  | Harald Hårfagre Schönhaar (ca. 852–933)         | um 870–933     |                                      |
|  | Erik I. Blutaxt (um 885–954)                    | 933–935        |                                      |
|  | Håkon I. der Gute (um 920–961)                  | 935–961        |                                      |
|  | Harald II. Graufell (?–970)                     | 961–970        |                                      |
|  | Harald Blauzahn (um 910–1. November 987)        | 970–987        | König von Dänemark                   |
|  | Sven Tveskæg Gabelbart (um 965–3. Februar 1014) | 987–995        | König von Dänemark König von England |
|  | Olav I. Tryggvason (968–9. September 1000)      | 995–1000       |                                      |
|  | Sven Tveskæg Gabelbart                          | 1000–1014      | König von Dänemark König von England |
|  | Olav II. der Heilige (995–29. Juli 1030)        | 1015–1028      |                                      |

### Dynastie der Jellinger
|  | Name (Lebensdaten)                                      | Regierungszeit | Anmerkungen |
|  | ------------------------------------------------------- | -------------- | --- |
|  | Knut II. den Store der Große (um 995–12. November 1035) | 1028–1035      | König von Dänemark König von England |
|  | Sven Alfivason (1016–1036)                              | 1029–1035      | von seinem Vater Knut als Jarl eingesetzt und als Nachfolger in Norwegen auserkoren, aber wenige Monate nach Knuts Tod von Olafs Sohn Magnus vertrieben |

### Dynastie der Ynglinge
|                       | Name (Lebensdaten)                                            | Regierungszeit | Anmerkungen           |
| --------------------- | ------------------------------------------------------------- | -------------- | --------------------- |
|                       | Magnus I. den Gode der Gute (um 1024–25. Oktober 1047)        | 1035–1047      | König von Dänemark    |
|                       | Harald III. Hardråde der Harte (1015–25. September 1066)      | 1047–1066      |                       |
|                       | Magnus II. Haraldsson (1048–28. April 1069)                   | 1066–1069      |                       |
|                       | Olav III. Kyrre der Stille (?–1093)                           | 1066–1093      |                       |
|                       | Magnus III. Berrføtt Barfuß (ca. 1073–13. August 1103)        | 1093–1103      | König der Isle of Man |
|                       | Olaf (IV.) Magnusson (um 1099–22. Dezember 1115)              | 1103–1115      |                       |
|                       | Øystein I. Magnusson (um 1088–29. August 1123)                | 1103–1123      |                       |
|                       | Sigurd I. Jórsalafari Jerusalemfahrer (um 1090–26. März 1130) | 1103–1130      | König der Isle of Man |
| Bürgerkrieg 1130–1163 |                                                               |                |                       |
|                       | Magnus IV. Sigurdsson der Blinde (um 1115–12. November 1139)  | 1130–1135      |                       |
|                       | Harald IV. Gille (um 1103–14. Dezember 1136)                  | 1130–1136      |                       |
|                       | Sigurd II. Munn (ca. 1132–10. Juni 1155)                      | 1136–1155      |                       |
|                       | Inge I. Krogrygg (1135–4. Februar 1161)                       | 1136–1161      |                       |
|                       | Øystein II. Haraldsson (um 1125–21. August 1157)              | 1142–1157      |                       |
|                       | Håkon II. Herdebrei (1147–7. Juli 1162)                       | 1159–1162      |                       |
|                       | Magnus V. Erlingsson (1156–15. Juni 1184)                     | 1161–1184      |                       |
|                       | Øystein III. Møyla (1157–1177)                                | 1176–1177      |                       |

### Sverre-Dynastie
|                                                         | Name (Lebensdaten)                                                     | Regierungszeit | Anmerkungen                                               |
| ------------------------------------------------------- | ---------------------------------------------------------------------- | -------------- | --------------------------------------------------------- |
|                                                         | Sverre Sigurdsson (1151–8. März 1202)                                  | 1177/1184–1202 | König der Partei der Birkebeiner                          |
|                                                         | Jon Kuvlung (?–1188)                                                   | 1185–1188      | König des Heeres der Kuvlunge                             |
|                                                         | Inge (II.) Magnusson (?–1202)                                          | 1196–1202      | König der Partei der Bagler                               |
|                                                         | Håkon III. Sverresson (um/nach 1170–1. Januar 1204)                    | 1202–1204      |                                                           |
| Bürgerkrieg zwischen Birkebeinern und Baglern 1204–1217 |                                                                        |                |                                                           |
|                                                         | Guttorm Sigurdsson (Birkebeinerkönig) (1199–11. August 1204)           | 1204           |                                                           |
|                                                         | Erling Steinvegg (Baglerkönig) (?–März 1207)                           | 1204–1207      |                                                           |
|                                                         | Inge II. Bårdsson (Birkebeinerkönig) (1185–23. April 1217)             | 1204–1217      |                                                           |
|                                                         | Philipp Simonsson (Baglerkönig) (?–1217)                               | 1207–1217      |                                                           |
|                                                         | Håkon IV. Håkonsson der Alte (1204–16. Dezember 1263)                  | 1217–1263      | Zusammen mit Skule Bårdsson und Sohn Håkon Håkonsson unge |
|                                                         | Skule Bårdsson (1189–24. Mai 1240)                                     | 1239–1240      | Zusammen mit Håkon IV. Håkonsson und Håkon Håkonsson unge |
|                                                         | Håkon (V.) Håkonsson unge (11. November 1232–5. Mai 1257)              | 1240–1257      | Zusammen mit Skule Bårdsson und Vater Håkon Håkonsson     |
|                                                         | Magnus VI. lagabætir der Gesetzesverbesserer (1. Mai 1238–9. Mai 1280) | 1263–1280      |                                                           |
|                                                         | Erik II. Magnusson (1268–13. Juli 1299)                                | 1280–1299      |                                                           |
|                                                         | Håkon V. Magnusson (1270–8. Mai 1319)                                  | 1299–1319      |                                                           |

### Dynastie derFolkunger
|  | Name (Lebensdaten)                           | Regierungszeit | Anmerkungen                                        |
|  | -------------------------------------------- | -------------- | -------------------------------------------------- |
|  | Magnus VII. Eriksson (1316–1. Dezember 1374) | 1319–1355      | König von Schweden (als Magnus II.)                |
|  | Håkon VI. Magnusson (um 1341–1380)           | 1355–1380      |                                                    |
|  | Olaf IV. (Dezember 1370–23. August 1387)     | 1380–1387      | in Personalunion König von Dänemark (als Oluf II.) |

## Kalmarer Union
|  | Name (Lebensdaten)                                          | Regierungszeit | Anmerkungen                               |
|  | ----------------------------------------------------------- | -------------- | ----------------------------------------- |
|  | Interregnum Regentin: Margarethe I. (1353–28. Oktober 1412) | 1380/1388–1412 | Königin von Dänemark Königin von Schweden |

### Dynastie derGreifen
|  | Name (Lebensdaten)                         | Regierungszeit           | Anmerkungen                           |
|  | ------------------------------------------ | ------------------------ | ------------------------------------- |
|  | Erik III., Erich der Pommer (um 1382–1459) | 1389/1396/1412–1439/1442 | König von Dänemark König von Schweden |

### HausWittelsbach
|  | Name (Lebensdaten)                                     | Regierungszeit | Anmerkungen                                                  |
|  | ------------------------------------------------------ | -------------- | ------------------------------------------------------------ |
|  | Christoph von Bayern (26. Februar 1416–5. Januar 1448) | 1439/1442–1448 | König von Dänemark (als Christoffer III.) König von Schweden |

### HausBonde
|  | Name (Lebensdaten)                    | Regierungszeit | Anmerkungen                         |
|  | ------------------------------------- | -------------- | ----------------------------------- |
|  | Karl I. (1408 oder 1409–15. Mai 1470) | 1449–1450      | König von Schweden (als Karl VIII.) |

## Union mit Dänemark

### HausOldenburg
|  | Name (Lebensdaten)                                | Regierungszeit | Anmerkungen                           |
|  | ------------------------------------------------- | -------------- | ------------------------------------- |
|  | Christian I. (Februar 1426–21. Mai 1481)          | 1450–1481      | König von Dänemark König von Schweden |
|  | Johann I. (5. Juni 1455–20. Februar 1513)         | 1481–1513      | König von Dänemark König von Schweden |
|  | Christian II. (1. Juli 1481–25. Januar 1559)      | 1513–1523      | König von Dänemark König von Schweden |
|  | Friedrich I. (7. Oktober 1471–10. April 1533)     | 1523–1533      | König von Dänemark                    |
|  | Christian III. (12. August 1503–1. Januar 1559)   | 1534–1559      | König von Dänemark                    |
|  | Friedrich II. (1. Juli 1534–4. April 1588)        | 1559–1588      | König von Dänemark                    |
|  | Christian IV. (12. April 1577–28. Februar 1648)   | 1588–1648      | König von Dänemark                    |
|  | Friedrich III. (18. März 1609–9. Februar 1670)    | 1648–1670      | König von Dänemark                    |
|  | Christian V. (15. April 1646–25. August 1699)     | 1670–1699      | König von Dänemark                    |
|  | Friedrich IV. (21. Oktober 1671–12. Oktober 1730) | 1699–1730      | König von Dänemark                    |
|  | Christian VI. (10. Dezember 1699–6. August 1746)  | 1730–1746      | König von Dänemark                    |
|  | Friedrich V. (31. März 1723–14. Januar 1766)      | 1746–1766      | König von Dänemark                    |
|  | Christian VII. (29. Januar 1749–13. März 1808)    | 1766–1808      | König von Dänemark                    |
|  | Friedrich VI. (28. Januar 1768–3. Dezember 1839)  | 1808–1814      | König von Dänemark 1808–1839          |

## Selbständiges Königreich Norwegen 1814

### HausOldenburg
|  | Name (Lebensdaten)                                       | Regierungszeit                    | Anmerkungen                                        |
|  | -------------------------------------------------------- | --------------------------------- | -------------------------------------------------- |
|  | Christian Friedrich (18. September 1786–20. Januar 1848) | 17. Mai 1814 bis 10. Oktober 1814 | König von Dänemark (als Christian VIII.) 1839–1848 |

## Union mit Schweden

### HausHolstein-Gottorp
|  | Name (Lebensdaten)                         | Regierungszeit | Anmerkungen                                   |
|  | ------------------------------------------ | -------------- | --------------------------------------------- |
|  | Karl II. (7. Oktober 1748–5. Februar 1818) | 1814–1818      | König von Schweden (als Karl XIII.) 1809–1818 |

### HausBernadotte
|  | Name (Lebensdaten)                              | Regierungszeit | Anmerkungen                               |
|  | ----------------------------------------------- | -------------- | ----------------------------------------- |
|  | Karl III. Johann (26. Januar 1763–8. März 1844) | 1818–1844      | König von Schweden (als Karl XIV. Johann) |
|  | Oskar I. (4. Juli 1799–8. Juli 1859)            | 1844–1859      | König von Schweden                        |
|  | Karl IV. (3. Mai 1826–18. September 1872)       | 1859–1872      | König von Schweden (als Karl XV.)         |
|  | Oskar II. (21. Januar 1829–8. Dezember 1907)    | 1872–1905      | König von Schweden                        |

## Selbständiges Königreich Norwegen

### HausSchleswig-Holstein-Sonderburg-Glücksburg

#### Könige
|  | Name (Lebensdaten)                             | Regierungszeit | Anmerkungen                                                        |
|  | ---------------------------------------------- | -------------- | ------------------------------------------------------------------ |
|  | Håkon VII. (3. August 1872–21. September 1957) | 1905–1957      | Geboren als Prinz Carl von Glücksburg, Prinz von Dänemark          |
|  | Olav V. (2. Juli 1903–17. Januar 1991)         | 1957–1991      | Geboren als Prinz Alexander Edvard Christian Frederik von Dänemark |
|  | Harald V. (* 21. Februar 1937)                 | seit 1991      |                                                                    |

#### Norwegische Thronfolge
1. SKH Kronprinz Håkon (* 1973)
2. 00IKH Prinzessin Ingrid Alexandra (* 2004)
3. 00Prinz Sverre Magnus (* 2005)
4. Prinzessin Märtha Louise (* 1971)
5. 00Maud Angelica Behn (* 2003)
6. 00Leah Isadora Behn (* 2005)
7. 00Emma Tallulah Behn (* 2008)